# Cyti Psychological
Cyti Psychological es una clínica con sede en San Diego, California, conocida por ser la primera en introducir el modelo de telesalud para ofrecer tratamientos de salud mental. Permite a los pacientes recibir tratamiento en cualquier momento y desde cualquier lugar.

## Historia
Cyti Psychological fue fundada en 2020 por Mary White, una terapeuta matrimonial y familiar formada en la Universidad de San Diego. Según ella, creó la clínica durante la pandemia de Covid-19 para solucionar la escasez de tratamientos de salud mental en línea. Diz-se que a clínica foi uma das primeiras que começou com a terapia online nos Estados Unidos.
Ofrece TDC, TDAH y asesoramiento matrimonial y sigue un modelo de pago por sesión en lugar de suscripciones mensuales. Además, también ofrece tratamientos para la ansiedad, la depresión, el estrés, los problemas de crianza y los problemas de relación.